# Pseudotrochalus byrrhoides
Pseudotrochalus byrrhoides är en skalbaggsart som beskrevs av Thomson 1858. Pseudotrochalus byrrhoides ingår i släktet Pseudotrochalus och familjen Melolonthidae. Inga underarter finns listade i Catalogue of Life.